# Філліпс (Вісконсин)
Філліпс (англ. Phillips) — місто (англ. city) в США, в окрузі Прайс штату Вісконсин. Населення — 1533 особи (2020).

## Географія
Філліпс розташований за координатами 45°41′40″ пн. ш. 90°24′5″ зх. д. / 45.69444° пн. ш. 90.40139° зх. д. (45.694313, -90.401303).  За даними Бюро перепису населення США в 2010 році місто мало площу 9,08 км², з яких 7,21 км² — суходіл та 1,87 км² — водойми.

## Демографія
Згідно з переписом 2010 року, у місті мешкало 1478 осіб у 695 домогосподарствах у складі 338 родин. Густота населення становила 163 особи/км².  Було 868 помешкань (96/км²).
Расовий склад населення:
| - 95,1 % — білих - 1,4 % — азіатів - 0,7 % — корінних американців - 0,7 % — чорних або афроамериканців - 0,1 % — вихідців з тихоокеанських островів |

До двох чи більше рас належало 2,0 %. Частка іспаномовних становила 1,5 % від усіх жителів.
За віковим діапазоном населення розподілялося таким чином: 20,2 % — особи молодші 18 років, 56,2 % — особи у віці 18—64 років, 23,6 % — особи у віці 65 років та старші. Медіана віку мешканця становила 44,8 року. На 100 осіб жіночої статі у місті припадало 91,0 чоловіків;  на 100 жінок у віці від 18 років та старших — 85,2 чоловіків також старших 18 років.
Середній дохід на одне домашнє господарство  становив 46 282 долари США (медіана — 37 417), а середній дохід на одну сім'ю — 56 575 доларів (медіана — 50 833). Медіана доходів становила 37 500 доларів для чоловіків та 27 143 долари для жінок. За межею бідності перебувало 18,7 % осіб, у тому числі 26,1 % дітей у віці до 18 років та 12,1 % осіб у віці 65 років та старших.
Цивільне працевлаштоване населення становило 754 особи. Основні галузі зайнятості: виробництво — 35,8 %, освіта, охорона здоров'я та соціальна допомога — 20,4 %, роздрібна торгівля — 10,6 %, науковці, спеціалісти, менеджери — 8,8 %.